# تصويت النساء في الولايات المتحدة

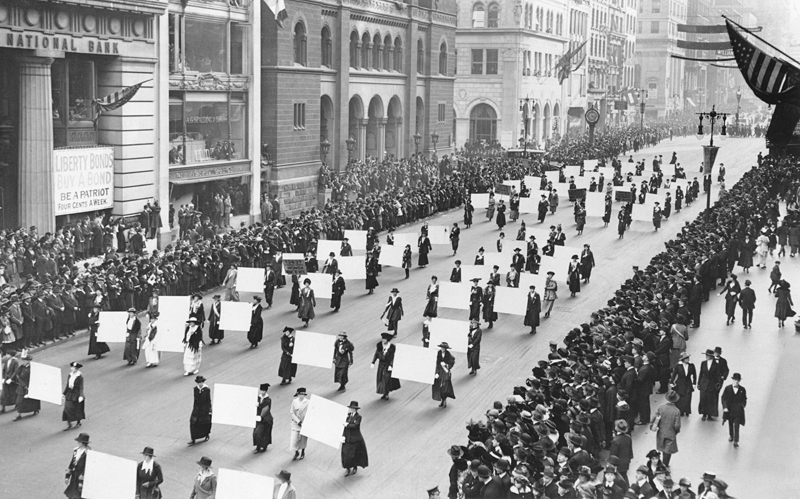
مسيرة لمؤيدات حق المرأة بالتصويت في نيويورك عام 1917، يحملن لافتات عليها توقيعات أكثر من مليون امرأة.

تصويت النساء في الولايات المتحدة هو حق النساء القانوني في التصويت، وهو ما تم تطبيقه خلال نصف قرن بداية من العديد من الولايات الأمريكية في صورة محدودة غالبا، ثم في جميع أنحاء البلاد عام 1920.
بدأت المطالب بحق النساء في التصويت في اكتساب التأييد في أربعينات القرن التاسع عشر، إذ انبثقت من حركة حقوق المرأة الأكبر. مرر مؤتمر سينيكا فولز (أول اتفاقية حقوق مرأة) تقريرا لصالح حق المرأة في التصويت عام 1848، على الرغم من معارضة بعض منظميه الذين اعتقدوا أن الفكرة كانت متطرفة للغاية. إلَّا أنه بحلول أول مؤتمر قومي لحقوق المرأة جرى عقده عام 1850، أصبح حق المرأة في التصويت جانبا مهما من نشاطات الحركة.
تأسست أول منظمات قومية لدعم حق المرأة في التصويت في 1869 عندما تأسست منظمتان متنافستان، أحدهما بقيادة سوزان أنتوني وإليزابيث كادي ستانتون والأخرى بقيادة لوسي ستون. بعد سنوات من المنافسة، اندمجتا في 1890 في صورة المنظمة القومية الأمريكية لحق المرأة في التصويت تحت قيادة سوزان أنتوني. تأسس اتحاد النساء المسيحي المعتدل (والذي كان أكبر منظمة نساء في ذلك الوقت) في 1873 والذي تبنى أيضا قضية حق المرأة في التصويت، والذي أعطى دفعة قوية للحركة.
أملاً في أن تحكم المحكمة العليا للولايات المتحدة لصالح حق المرأة الدستوري في التصويت، حاول داعمو حق المرأة في التصويت في سبعينات القرن التاسع عشر التصويت وقدموا دعاوٍ قضائية عندما تم منعهم. نجحت أنتوني في التصويت عام 1872 ولكن تم إلقاء القبض عليها وحُكم عليها بأنها مذنبة في محاكمة نالت متابعة واسعة من العامة والتي أعطت زخماً جديداً للحركة. بعد أن حكمت المحكمة العليا للولايات المتحدة ضدهم في عام 1875، بدأ داعمو حق المرأة في التصويت حملة استمرت عقودا دعت إلى تعديل في دستور الولايات المتحدة لينص على حق التصويت للنساء، إلَّا أن معظم مجهودات الحملة تركزت على اكتساب الحق في التصويت في كل ولاية على حدى.
أسست أليس بول الحزب الوطني للمرأة عام 1916، وهي منظمة ركزت على التعديل القومي لحق المرأة في التصويت. تم إلقاء القبض على أكثر من 200 عضو من الحزب الوطني للمرأة في 1917 أثناء إضرابهم أمام البيت الأبيض، والذين قام بعضهم بالإضراب عن الطعام وتعرضوا للإطعام القسري بعد إرسالهم إلى السجن. بعد سلسلة ملحمية من التصويتات في كونغرس الولايات المتحدة وفي تشريعات الدولة، أصبح التعديل التاسع عشر جزءا من دستور الولايات المتحدة رسميا في 26 أغسطس 1920. نص التعديل على أن «لن يتم حرمان مواطني الولايات المتحدة من حقهم في التصويت أو اجتزائه بواسطة الولايات المتحدة أو أي ولاية بناءً على الجنس».

## تأثيرات التعديل التاسع عشر

### التأثيرات الفورية
رد السياسيون على جموع الناخبين الجدد المتزايدين بالتأكيد على قضايا تهم النساء خصوصا مثل الحظر وصحة الأطفال والمدارس العامة والسلام العالمي. رد النساء على هذه القضايا ولكن من خلال التصويت العام إذ اشتركوا في نفس النظرة وفي نفس تصرفات التصويت مثل الرجال.
أصبحت منظمة حق المرأة في التصويت اتحاد النساء المصوتات وبدأ الحزب الوطني للمرأة الخاص بأليس بول ممارسة الضغط لاكتساب المساواة الكاملة وتعديل الحقوق المتساوية والذي سيقره الكونغرس أثناء الموجة الثانية من حركة المرأة في 1972 (ولكنه لم يتم التصديق عليه ولم يتم تطبيقه أبدا). أتى الثوران الرئيسي لتصويت المرأة في 1928 عندما أدركت شركات المدن الكبري أنها تحتاج إلى تأييد النساء لانتخاب آل سميث، بينما حرك المنافسون النساء لتأييد الحظر والتصويت للجمهوري هربرت هوفر. كان النساء الكاثوليكيات معارضين للتصويت في أوائل العشرينات، ولكنهن شاركن بأعداد كبيرة في انتخابات 1928 والتي كانت فيها الكاثوليكية قضية كبرى لأول مرة. تم انتخاب عدد من النساء، ولكن لم يصبح لأي منهن أهمية بارزة في تلك الفترة. في المجمل، تراجعت حركة حقوق النساء بوضوح في العشرينات.

### تغير التركيبة السكانية للمصوتين
على الرغم من جعل تقييد الوصول إلى صناديق الاقتراع بناء على الجنس غير دستوري في العشرينات، لم تصل النساء إلى صناديق الاقتراع بنفس أعداد الرجال حتى 1980. من 1980 وحتى الآن، صوتت النساء في الانتخابات على الأقل بنفس نسبة الرجال، وأحيانا أكثر منهم. هذا الفرق بين أعداد المصوتين بين الرجال والنساء يُطلق عليه اسم فجوة التصويت الجنسية. أثرت فجوة التصويت الجنسية على الانتخابات السياسية، وبالتالي على طريقة حملات المرشحين.

### التغيرات في التمثيل وفي البرامج الحكومية
تزايدت أعداد النساء في الكونغرس تدريجيا منذ 1920، وبزيادة ثابتة خاصة منذ 1981 (23 عضوة) إلى الحاضر (97 عضوة). اشتمل الكونغرس رقم 113 والذي خدم من 2013 إلى 2015 على رقم قياسي 20 عضوة مجلس شيوخ و77 مفوضة.

## وصلات خارجية
- أرشيف مخطوطات التصويت في الولايات المتحدة نسخة محفوظة 4 يناير 2016 على موقع واي باك مشين.
- الجدول الزمني العالمي لتصويت المرأة: كسب الأصوات للمرأة حول العالم نسخة محفوظة 22 سبتمبر 2016 على موقع واي باك مشين. مقدّم من أبوت.كوم
- ملفات ليبراتور
- The Sewall-Belmont House & Museum--Home of the historic National Woman's Party
- Women of Protest: Photographs from the Records of the National Woman's Party
- Women's suffrage in the United States from 1908-1918:Select "Suffrage" subject, at the Persuasive Cartography, The PJ Mode Collection, مكتبة جامعة كورنيل
- نسخة محفوظة 4 يناير 2016 على موقع واي باك مشين.UNCG Special Collections and University Archives selections of American Suffragette manuscripts نسخة محفوظة 4 يناير 2016 على موقع واي باك مشين.